# CFR clasa 98
De VT 91 + VT 92 later vernummerd in VT 98 is een tweedelig diesel hydraulische treinstel voor het regionaal personenvervoer van de Căile Ferate Române (CFR).

## Geschiedenis
Het treinstel werd in de jaren 1970 ontworpen door Bundesbahn-Zentralamt München samen met Waggonfabrik Uerdingen ter vervanging van de 795 en 798 ook wel Uerdinger Schienenbus genoemd. Ook moesten deze treinen de Baureihe 515 gaan vervangen.
De treinen van de Căile Ferate Române (CFR) zijn uit de Baureihe 628.9 + 629 bestaan uit twee motorwagens. Bij deze treinen werden de beide balkons bij de overgang vergroot en grotere deuren gemonteerd.

## Constructie en techniek
Deze trein is opgebouwd uit een stalen frame van geprofileerde platen. De draaistellen zijn vervaardigd door Wegmann. De wielen hebben een kleinere diameter dan gebruikelijk. Deze treinen kunnen tot zes eenheden gecombineerd rijden. De treinstellen zijn uitgerust met luchtvering.

## Treindiensten
Deze treinen worden/werden door de Căile Ferate Române (CFR) ingezet op het volgende traject:
- Satu-Mare – Jibou